# Tarandacuao
Tarandacuao är en kommunhuvudort i Mexiko.   Den ligger i kommunen Tarandacuao och delstaten Guanajuato, i den södra delen av landet, 160 km väster om huvudstaden Mexico City. Tarandacuao ligger 1 945 meter över havet och antalet invånare är 7 256.
Terrängen runt Tarandacuao är platt åt nordost, men åt sydväst är den kuperad. Runt Tarandacuao är det ganska tätbefolkat, med 104 invånare per kvadratkilometer. Närmaste större samhälle är Maravatío, 14,4 km sydost om Tarandacuao. Trakten runt Tarandacuao består till största delen av jordbruksmark.